# Versuta
Versuta (Versute en frioulan standard, Versuta in frioulan occidentale) est un bourg de la commune de Casarsa della Delizia, dans la province de Pordenone, à trois kilomètres au sud-est du village.
Le nom Versuta (ou Versutta) provient de celui de la Versa, un petit cours d'eau qui traverse le bourg.

## Monument
On y trouve l'église Sant'Antonio abate, un monument artistique de valeur, qui remonte au XIIIe siècle. Elle contient à l'intérieur des cycles de fresques du XIVe siècle et de la première moitié du XVe siècle. Le 13 janvier se tient à Versuta la fête de Saint Antoine abbé.

## Versuta et Pasolini
Versuta est connue parce que pendant la Seconde Guerre mondiale, le poète Pier Paolo Pasolini s'y est réfugié avec sa mère, pendant que le centre de Casarsa était à moitié détruit par les bombardements.
Au début de 1945, l'Academiuta di lenga furlana (académie de langue frioulane, en frioulan) est fondée. Elle a pour objectifs la promotion de la langue et de la culture du frioulanes ; Pasolini en faisait partie.
Dans le bourg de Versuta se trouve une fontaine, célébrée par Pasolini en dialecte frioulan local : Fontana di aga dal me paîs, a no è aga pì fres-cia che tal me paîs, fontana di rùstic amòur (« Fontaine d'eau de mon village, il n'y a pas d'eau plus fraîche que dans mon pays, fontaine d'amour rustique »).

## Source
- (it) Cet article est partiellement ou en totalité issu de l’article de Wikipédia en italien intitulé « Versuta » (voir la liste des auteurs).